# Moordvrouw
Moordvrouw est une série télévisée policière néerlandaise de 60 épisodes créée par Maarten van der Duin.

## Histoire
Lorsque le nouveau détective Fenna Kremer entre dans une équipe de police, son approche peu orthodoxe et conflictuelle démasque non seulement les criminels, mais harcèle également ses collègues. Son collègue, l'inspecteur Evert Numan, ne peut pas accepter l'approche intuitive et les actions individuelles de Fenna. Il est donc très difficile pour la commissaire en chef Carla Vreeswijk de garder l'équipe unie.
En plus des scénarios individuels par épisode, les saisons 1 et 2 de la série contiennent également plusieurs scénarios plus importants, répartis sur plusieurs épisodes. De plus, chaque personnage principal a son propre épisode central, Fenna étant la ligne centrale tout au long de la saison. 
Dans la saison 3, le scénario principal est plus central et seul Fenna a son propre scénario.
À partir de la saison 5, les autres personnages ont également leurs propres scénarios. De plus, les intrigues sont dessinées sur plusieurs épisodes.
Au cours de la septième saison, certains changements importants ont lieu. Après la fermeture du poste de police à la fin de la saison six, les membres de l'équipe travaillent désormais en équipe indépendante. Cette saison se déroule principalement dans la région d'Amsterdam. Un scénario couvre également l'intégralité de la saison en huit parties.

## Distribution
- Wendy van Dijk : Fenna Kremer
- Renée Soutendijk : Carla Vreeswijk
- Thijs Römer : Evert Numan
- Porgy Franssen : Menno de Waard
- Achmed Akkabi : Bram Amezian
- Chava Voor in 't Holt : Simone Blok
- Fockeline Ouwerkerk : Liselotte van Kempen
- Mehrnoush Rahmani : Samantha Fardjam
- Ali Ben Horsting : Dries van Zijverden
- Eelco Smits : Maarten Pauw
- Kiki van Deursen : Sophie van Lier
- Carola Arons : Maria Linssen
- Ludwig Bindervoet : Ruud Vaassen
- Raymonde de Kuyper : Mevr. de Vries
- Bram van der Vlugt : Onno Kremer
- Hanna Obbeek : Mirthe Vermeer
- Hanne Arendzen : Elvira
- Sol Vinken : Chiel
- Yannick de Waal : Wouter de Heer

## Épisodes

### Saison 1
La saison 1 compte 10 épisodes et a été diffusée pour la première fois entre le 20 janvier 2012 et le 23 mars 2012.
| Épisode | Titre              | Réalisateur    | Scénariste                          | Première diffusion | Audience  |
| ------- | ------------------ | -------------- | ----------------------------------- | ------------------ | --------- |
| 1       | Valse start        | Joram Lürsen   | marsen van der Duin & Lex Passchier | 20 janvier 2012    | 3 202 000 |
| 2       | Rebecca            | Marcel Visbeen | marsen van der Duin & Lex Passchier | 27 janvier 2012    | 1.717.000 |
| 3       | Vuurduin           | Tim Oliehoek   | marsen van der Duin & Lex Passchier | 3 février 2012     | 1.990.000 |
| 4       | Testfase           | Joram Lürsen   | marsen van der Duin & Lex Passchier | 10 février 2012    | 1.734.000 |
| 5       | Eén voor allen     | Tim Oliehoek   | Steven R. Thé                       | 17 février 2012    | 1.623.000 |
| 6       | Teruggefloten      | Marcel Visbeen | Lex Passchier                       | 24 février 2012    | 1.602.000 |
| 7       | Hartpijn           | Tim Oliehoek   | Steven R. Thé                       | 2 mars 2012        | 1.646.000 |
| 8       | Vermoorde onschuld | Tim Oliehoek   | Steven R. Thé & Lex Passchier       | 9 mars 2012        | 1.554.000 |
| 9       | Een oude bekende   | Marcel Visbeen | Pasja van Dam                       | 16 mars 2012       | 1.564.000 |
| 10      | Alles op zijn tijd | Marcel Visbeen | Lex Passchier                       | 23 mars 2012       | 1.531.000 |

### Saison 2
La saison 2 compte 10 épisodes et a été diffusée pour la première fois entre le 4 janvier 2013 et le 1er mars 2013.
| Épisode | Titre                         | Réalisateur     | Scénariste                       | Première diffusion | Audience  |
| ------- | ----------------------------- | --------------- | -------------------------------- | ------------------ | --------- |
| 1       | Koud kunstje                  | Marcel Visbeen  | Lex Passchier                    | 4 janvier 2013     | 1.541.000 |
| 2       | Een uniek exemplaar           | Marcel Visbeen  | Lex Passchier                    | 4 janvier 2013     | 1.541.000 |
| 3       | Bittere pil                   | André van Duren | Reint Schölvinck & Lex Passchier | 11 janvier 2013    | 1.430.000 |
| 4       | Stille wateren, diepe gronden | André van Duren | Pasja van Dam                    | 18 janvier 2013    | 1.553.000 |
| 5       | Moment van de waarheid        | Marcel Visbeen  | Lex Passchier                    | 25 janvier 2013    | 1.600.000 |
| 6       | Bloedband                     | Marcel Visbeen  | Simon de Waal                    | 1er février 2013   | 1.460.000 |
| 7       | Over de doden niets dan goeds | André van Duren | Pasja van Dam                    | 8 février 2013     | 1.464.000 |
| 8       | Trouw tot in de Eeuwigheid    | Tim Oliehoek    | Pasja van Dam                    | 15 février 2013    | 1.378.000 |
| 9       | Kinderspel                    | Tim Oliehoek    | Reint Schölvinck                 | 22 février 2013    | 1.116.000 |
| 10      | Het Beste van twee kwaden     | André van Duren | Lex Passchier                    | 1er mars 2013      | 1.149.000 |

### Saison 3
La saison 3 compte 10 épisodes et a été diffusée pour la première fois entre le 9 février 2014 et le 13 avril 2014.
| Épisode | Titre                | Réalisateur    | Scénariste                                       | Première diffusion | Audience  |
| ------- | -------------------- | -------------- | ------------------------------------------------ | ------------------ | --------- |
| 1       | Laatste vlucht       | Marcel Visbeen | Lex Passchier                                    | 9 février 2014     | 1.885.000 |
| 2       | Recht in eigen hand  | Ben Sombogaart | Pasja van Dam                                    | 16 février 2014    | 1.880.000 |
| 3       | Donkere diepte       | Marcel Visbeen | Lex Passchier                                    | 23 février 2014    | 1.659.000 |
| 4       | De hond van de heide | Ben Sombogaart | Lex Passchier                                    | 2 mars 2014        | 1.503.000 |
| 5       | Verloren jeugd       | Hanro Smitsman | Pasja van Dam & Lex Passchier                    | 9 mars 2014        | 1.871.000 |
| 6       | Blue                 | Ben Sombogaart | Michael Leendertse, Willem Bosch & Lex Passchier | 16 mars 2014       | 1.942.000 |
| 7       | Hard tegen hard      | Hanro Smitsman | Simon de Waal & Lex Passchier                    | 23 mars 2014       | 1.892.000 |
| 8       | Kind van de rekening | Ben Sombogaart | Lex Passchier                                    | 30 mars 2014       | 1.789.000 |
| 9       | De bekentenis        | Marcel Visbeen | Pasja van Dam                                    | 6 april 2014       | 1.948.000 |
| 10      | Een hoge prijs       | Marcel Visbeen | Lex Passchier                                    | 13 april 2014      | 2.005.000 |

### Saison 4
La saison 4 compte 10 épisodes et a été diffusée pour la première fois entre le 4 janvier 2015 et le 24 avril 2015.
| Épisode            | Titre            | Réalisateur     | Scénariste                         | Première diffusion | Audience  |
| ------------------ | ---------------- | --------------- | ---------------------------------- | ------------------ | --------- |
| EpisodeNumber = 31 | 1                | Ontheemd        | André van Duren et Lex Passchier   | 4 janvier 2015     | 1.499.000 |
| 2                  | IJdele Hoop      | André van Duren | Lex Passchier                      | 11 janvier 2015    | 1.727.000 |
| 3                  | Beschermengel    | Hanro Smitsman  | Lex Passchier                      | 18 janvier 2015    | 1.620.000 |
| 4                  | Oog om Oog       | Hanro Smitsman  | Thomas van der Ree & Lex Passchier | 25 janvier 2015    | 1.666.000 |
| 5                  | Eigen Richting   | Ben Sombogaart  | Lex Passchier & Pasja van Dam      | 1er février 2015   | 1.525.000 |
| 6                  | Hoog Verraad (1) | Hanro Smitsman  | Lex Passchier                      | 8 février 2015     | 1.579.000 |
| 7                  | Hoog Verraad (2) | Hanro Smitsman  | Lex Passchier                      | 15 février 2015    | 1.421.000 |
| 8                  | Lokaas           | Ben Sombogaart  | Lex Passchier                      | 22 février 2015    | 1.625.000 |
| 9                  | Moed der Wanhoop | Ben Sombogaart  | Lex Passchier                      | 1er mars 2015      | 1.575.000 |
| 10                 | Solo             | Ben Sombogaart  | Lex Passchier                      | 8 mars 2015        | 1.468.000 |

### Saison 5
La saison 5 compte 10 épisodes et a été diffusée pour la première fois entre le 3 janvier 2016 et le 6 mars 2016.
| Épisode | Titre               | Réalisateur     | Scénariste                 | Première diffusion | Audience  |
| ------- | ------------------- | --------------- | -------------------------- | ------------------ | --------- |
| 1       | Noodlot             | Hanro Smitsman  | Lex Passchier              | 3 janvier 2016     | 1.772.000 |
| 2       | Ongewis             | Hanro Smitsman  | Lex Passchier              | 10 janvier 2016    | 1.812.000 |
| 3       | Uit de droom        | Tim Oliehoek    | Lex Passchier              | 17 janvier 2016    | 1.743.000 |
| 4       | Patstelling         | Tim Oliehoek    | Lex Passchier              | 24 janvier 2016    | 1.728.000 |
| 5       | Prooi               | Joram Lürsen    | Lex Passchier              | 31 janvier 2016    | 1.667.000 |
| 6       | Onder druk          | Joram Lürsen    | Elvin Post & Lex Passchier | 7 février 2016     | 1.332.000 |
| 7       | Duivels genoegen    | Mark de Cloe    | Lex Passchier              | 14 février 2016    | 1.536.000 |
| 8       | Begin van het einde | Mark de Cloe    | Lex Passchier              | 21 février 2016    | 1.719.000 |
| 9       | Veilige haven       | André van Duren | Lex Passchier              | 28 février 2016    | 1.678.000 |
| 10      | Blinde vlek         | André van Duren | Lex Passchier              | 6 mars 2016        | 1.720.000 |

### Saison 6
La saison 6 compte 10 épisodes et a été diffusée pour la première fois entre le 8 janvier 2017 et le 12 mars 2017.
| Épisode | Titre                    | Réalisateur     | Scénariste    | Première diffusion | Audience  |
| ------- | ------------------------ | --------------- | ------------- | ------------------ | --------- |
| 1       | Mankracht (1)            | Ben Sombogaart  | Lex Passchier | 8 janvier 2017     | 1.529.000 |
| 2       | Mankracht (2)            | Ben Sombogaart  | Lex Passchier | 15 janvier 2017    | 1.250.000 |
| 3       | Mankracht (3)            | Ben Sombogaart  | Lex Passchier | 22 janvier 2017    | 1.359.000 |
| 4       | De Stilte Voorbij        | Tim Oliehoek    | Lex Passchier | 29 janvier 2017    | 1.339.000 |
| 5       | Het oog van de storm (1) | André van Duren | Lex Passchier | 5 février 2017     | 1.421.000 |
| 6       | Het oog van de storm (2) | André van Duren | Lex Passchier | 12 février 2017    | 1.279.000 |
| 7       | Dromenvanger             | Tim Oliehoek    | Lex Passchier | 19 février 2017    | 1.152.000 |
| 8       | Alles te verliezen (1)   | Ben Sombogaart  | Lex Passchier | 26 février 2017    | 1.054.000 |
| 9       | Alles te verliezen (2)   | Ben Sombogaart  | Lex Passchier | 5 mars 2017        | 1.251.000 |
| 10      | Alles te verliezen (3)   | Ben Sombogaart  | Lex Passchier | 12 mars 2017       | 1.238.000 |

### Saison 7
La saison 7 compte 8 épisodes et a été diffusée pour la première fois entre le 21 janvier 2018 et le 11 mars 2018.
| Épisode | Titre          | Réalisateur           | Scénariste                                        | Première diffusion | Audience  |
| ------- | -------------- | --------------------- | ------------------------------------------------- | ------------------ | --------- |
| 1       | Contact        | Hanro Smitsman        | Alma Popeyus & Hein Schütz                        | 21 janvier 2018    | 1.149.000 |
| 2       | Blackout       | Hanro Smitsman        | Alma Popeyus & Hein Schütz                        | 28 janvier 2018    | 967.000   |
| 3       | Beertje bashen | Hanro Smitsman        | Alma Popeyus & Hein Schütz                        | 4 février 2018     | 979.000   |
| 4       | Face to face   | Hanro Smitsman        | Alma Popeyus & Hein Schütz                        | 11 février 2018    | 863.000   |
| 5       | Strak schema   | Michiel van Jaarsveld | Alma Popeyus & Hein Schütz                        | 18 février 2018    | 885.000   |
| 6       | Stella         | Michiel van Jaarsveld | Alma Popeyus, Hein Schütz & Michiel van Jaarsveld | 25 février 2018    | 859.000   |
| 7       | Vergif         | Michiel van Jaarsveld | Alma Popeyus, Hein Schütz & Michiel van Jaarsveld | 4 mars 2018        | 1.124.000 |
| 8       | Zevende ster   | Michiel van Jaarsveld | Alma Popeyus, Hein Schütz & Michiel van Jaarsveld | 11 mars 2018       | 1.196.000 |